# Oryxweber
Der Oryxweber (Euplectes orix) zählt innerhalb der Familie der Webervögel (Ploceidae) zur Gattung der Feuerweber (Euplectes).

## Merkmale

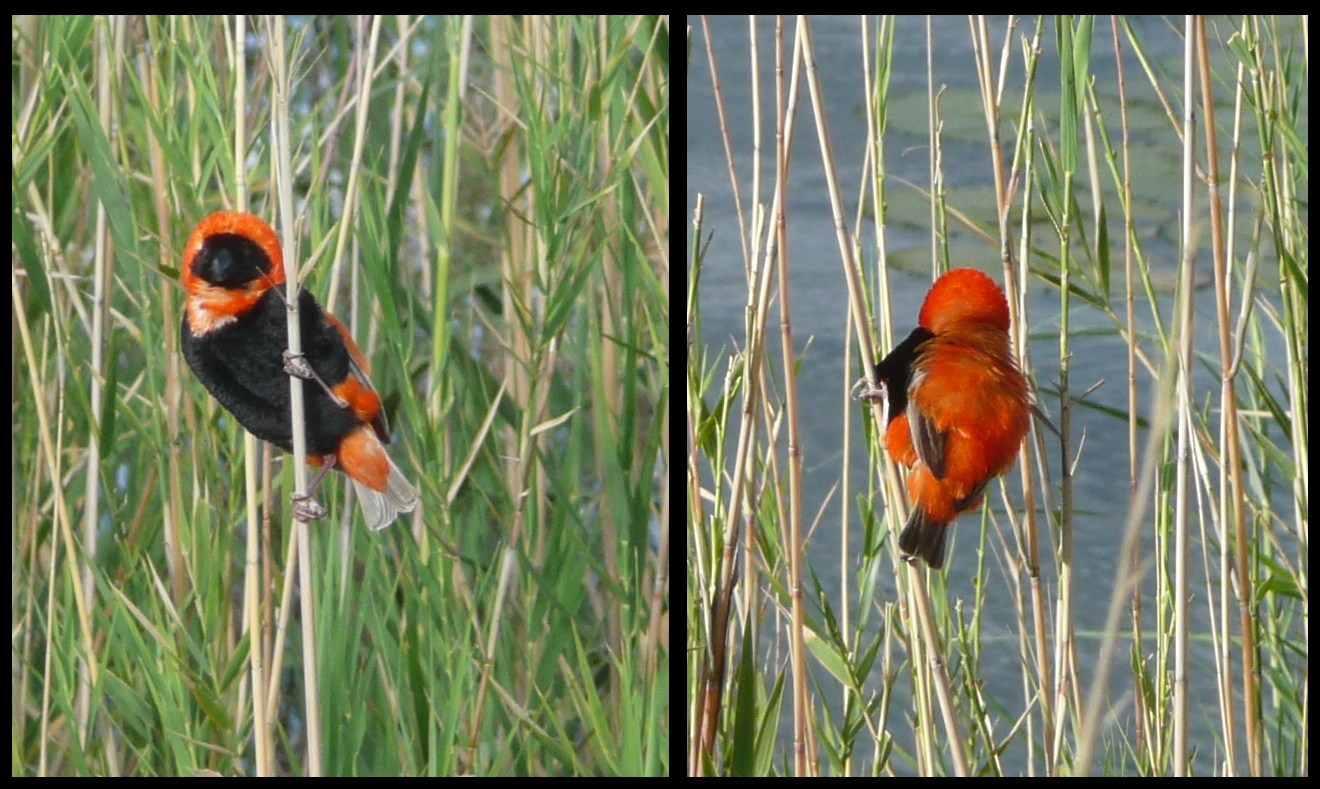
Oryxweber in Südafrika, Vorder- und Rückansicht

Die etwas untersetzten Oryxweber sind 12 bis 14 cm groß, die Weibchen sind etwas kleiner. Beide Geschlechter sehen von der Farbgebung dem Haussperling (Passer domesticus) sehr ähnlich. Der Grundfarbton ist ockerbraun, auf dem Rücken sind sie dunkel gestreift und der Bauch ist hellgrau schattiert. Sie haben einen hellen gelbbraunen Überaugenstreif (Supercilium). Der dicke, konische Schnabel ist hornfarben. Jungvögel haben breite helle Ränder an ihren Schwungfedern.
Sie singen den ganzen Tag über, ihr Ruf klingt wie ein „tsip“.

## Vorkommen
Die Oryxweber sind jeweils in Kolonien in ganz Südafrika, Botswana, Namibia, Simbabwe und Mosambik mit Ausnahme von Nordnamibia, Zentralbotswana und einem schmalen Streifen in Westsimbabwe und Nordtransvaal verbreitet. Sie besiedeln offenes Gelände und weite Graslandschaften, meistens nicht weit vom Wasser entfernt.

## Ernährung
Sie ernähren sich überwiegend von Grassamen. Auch machen Insekten hin und wieder einen Teil ihrer Nahrung aus.

## Fortpflanzung

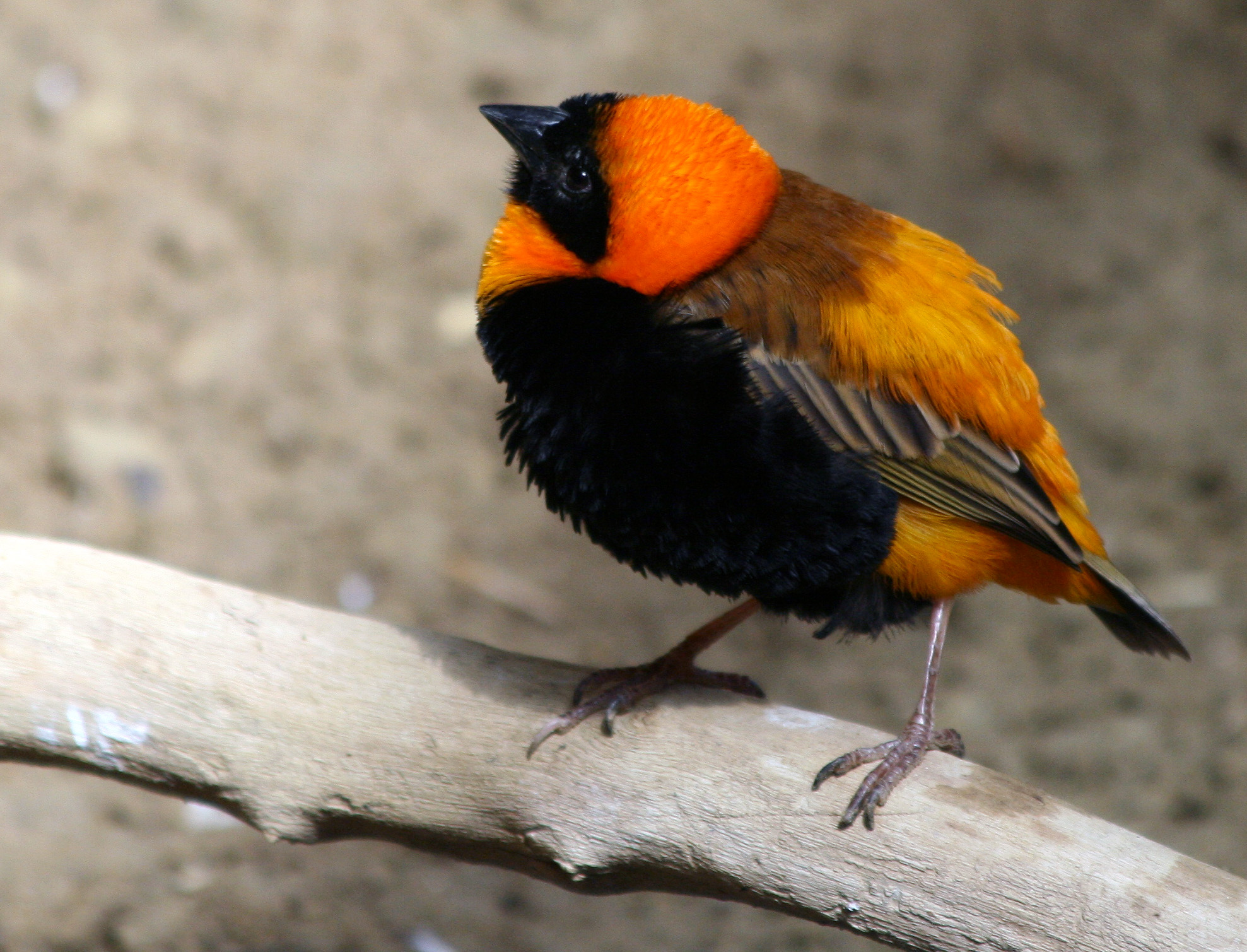
Oryxweber im Balz-Federkleid

Zur Balz wechseln die männlichen Oryxweber ihr Federkleid. Sie tragen dann ein leuchtend orange- bis scharlachrotes Gefieder, während der Vorderkopf und der Bauch sich schwarz färben. Die Flügel und der Schwanz bleiben aber ockerbraun. Der Schnabel färbt sich ebenfalls schwarz. Die Balzgesänge des Männchens sind ein sehr hohes Gepiepse, auf hohen Grashalmen sitzend vorgetragen, zwischendurch plustern sie sich immer wieder auf. Sie führen auch langsame Schwebflüge vor.
Die Oryxweber "weben" ihre rundlichen Nester in Schilf, hohem Gras, in der Ufervegetation, in Mais- oder Zuckerrohrfeldern. Die Nester haben einen seitlichen Eingang. Das Weibchen legt etwa drei bis fünf Eier. Das Männchen überlässt das Brüten und die Brutaufzucht allein dem Weibchen. Nach einer Brutdauer von zwei Wochen schlüpfen die Jungvögel und verlassen nach zwei weiteren Wochen das Nest.
Der Goldkuckuck ist ein häufiger Brutschmarotzer des Oryxwebers. Oryxweber entfernen zwar alle Eier, die nicht den Eiern ihres Geleges gleichen. Ein Teil der Weibchen ist jedoch auf eine Eiablage bei den Oryxwebern spezialisiert und legt Eier, die perfekt an die Eier dieses Wirtsvogels angeglichen sind. Oryxweber geben jedoch ihr Gelege auf, wenn sie beobachten konnten, dass ein Weibchen des Goldkuckucks ihr Gelege aufgesucht hat.